# Ayşenur İslam
Ayşenur İslam (* 16. Januar 1958 in Üsküdar, Istanbul) ist eine türkische Politikerin der Adalet ve Kalkınma Partisi.

## Leben
İslam studierte an der Universität Ankara und an der Gazi Üniversitesi türkische Literatur. Sie besitzt die akademischen Grade Doktor und Doçent. Als Autorin schrieb sie zehn Bücher und unterrichtete als Hochschullehrerin an verschiedenen Universitäten in der Türkei. Bei den Parlamentswahlen in der Türkei 2011 gelang ihr erstmals als Abgeordnete der Einzug in die Große Nationalversammlung der Türkei. Von Dezember 2013 bis August 2015 war sie als Nachfolgerin von Fatma Şahin Familienministerin der Türkei. Sie ist verheiratet und hat ein Kind.